# 입스강

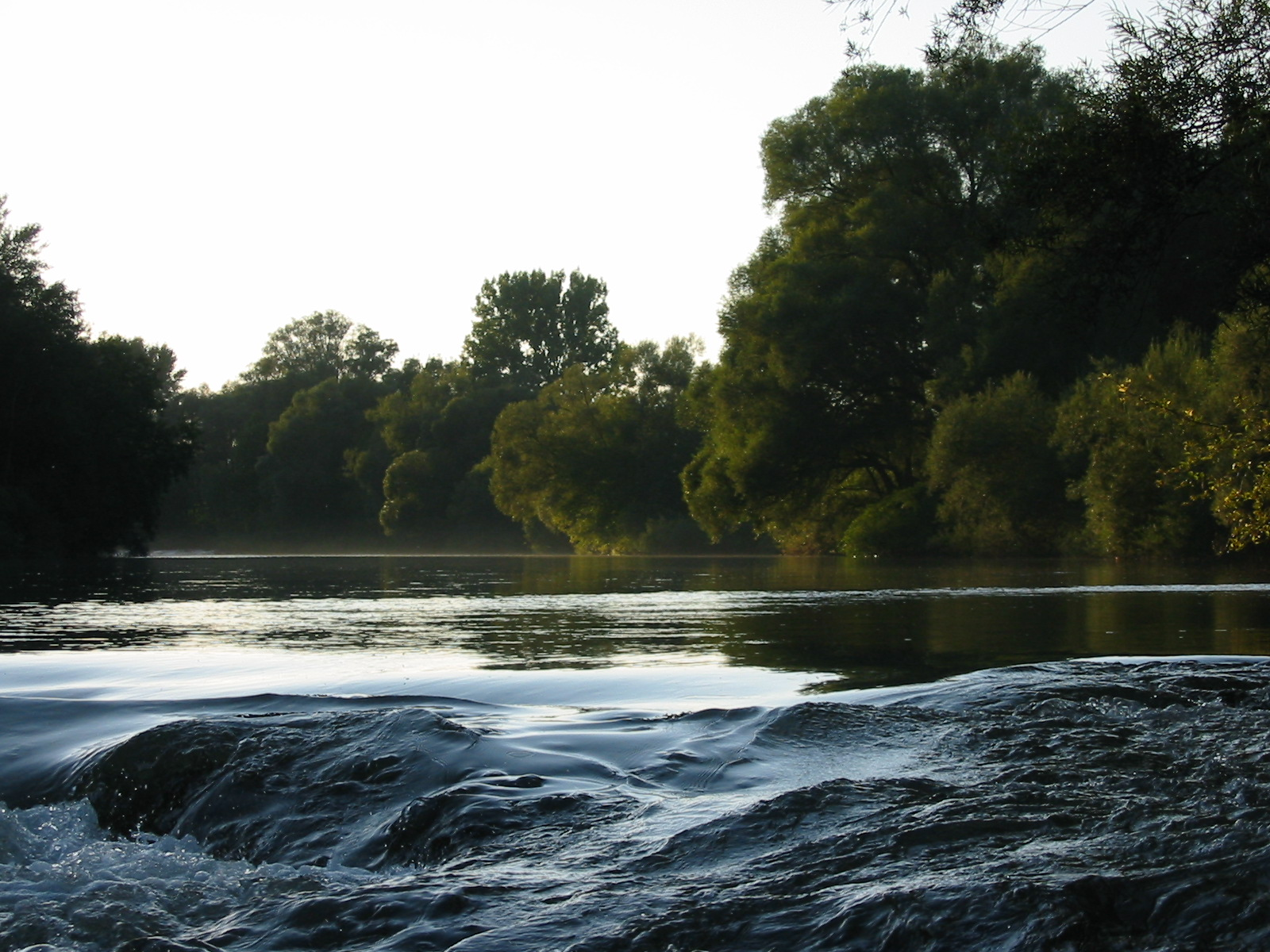
입스강

입스강(독일어: Ybbs)은 오스트리아 니더외스터라이히주의 강이다. 유역 면적은 1,291 km2 (498 mi2)이다.